# Begöngyöltszélű tejelőgomba
A begöngyöltszélű tejelőgomba (Lactarius zonarius) a galambgombafélék családjába tartozó, meszes talajú lomberdőkben termő, nem ehető gombafaj.

## Megjelenése
A begöngyöltszélű tejelőgomba kalapja 5–15 cm átmérőjű, alakja kezdetben domború, majd szélesen tölcséressé válik. Széle sokáig begöngyölt marad, az idős gombánál szabálytalanul hullámos. Színe szalmasárgától a narancsokkerig terjed. Felülete fiatalon kissé ragadós, láthatóan körkörösen zónázott, főleg finoman pelyhes széle felé. Húsa kemény, fehér; sérülésre fehér tejnedvet ereszt. Szaga gyengén gyümölcsszerű, íze égetően csípős.
Viszonylag ritkásan álló lemezei tönkhöz nőttek vagy némileg lefutók. Színük világossárga vagy okkersárga, narancsos árnyalattal.
Spórapora okkersárga. Spórái szélesen elliptikusak, felületükön félig-meddig hálózatba rendeződő kiemelkedések láthatók, méretük 6-8 × 5-7 μm.
Tönkje 3–6 cm magas és 1–3 cm vastag. Alakja zömök, hengeres vagy lefelé keskenyedő. Színe a kalapéval egyezik vagy kissé halványabb.

### Hasonló fajok
A nem ehető sárgulótejű tejelőgombával és fakó szőrgombával, vagy az ehető ízletes és lucfenyvesi rizikével lehet összetéveszteni.

## Elterjedése és termőhelye
Európában, Észak-Afrikában és Észak-Amerikában honos. Magyarországon nem ritka.
Meszes talajú lomberdőkben található meg, főleg tölgy és gyertyán alatt egyesével vagy kisebb csoportokban. Júniustól októberig terem.
Nem ehető.

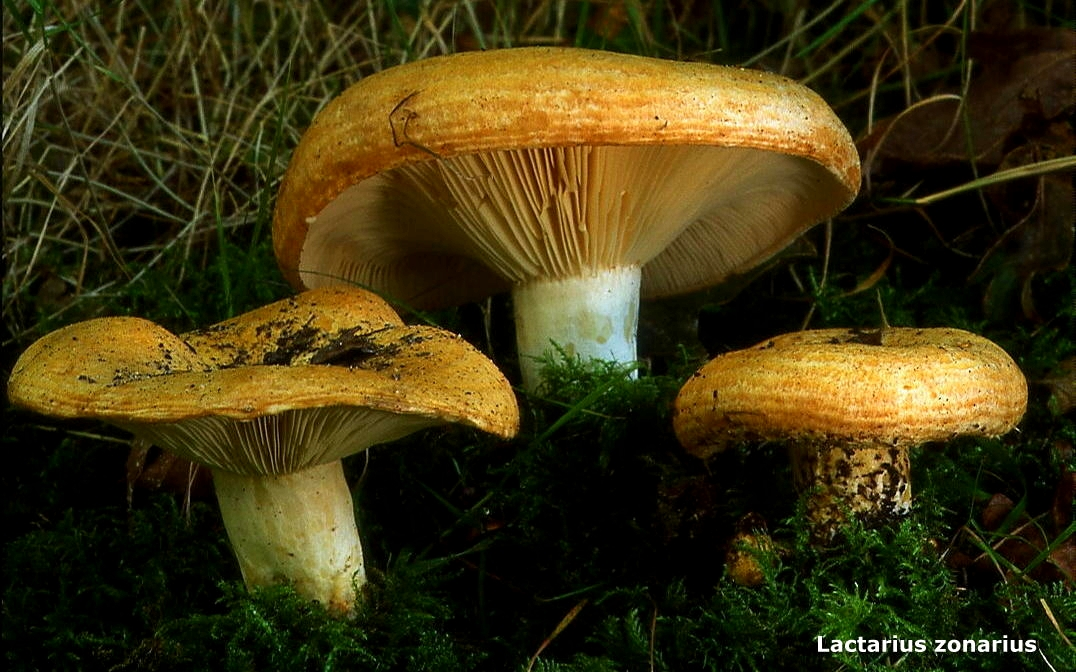
Begöngyöltszélű tejelőgomba
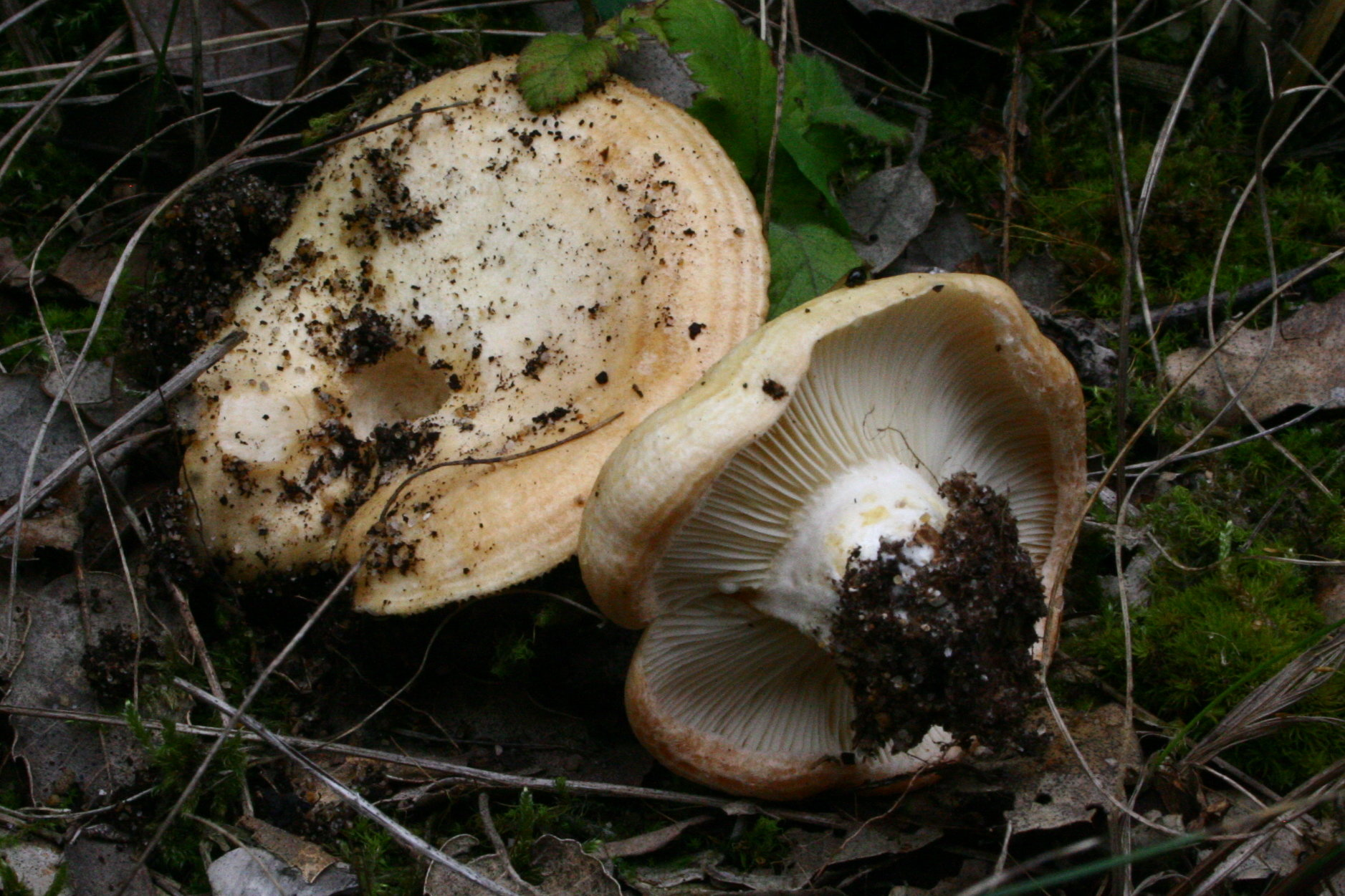
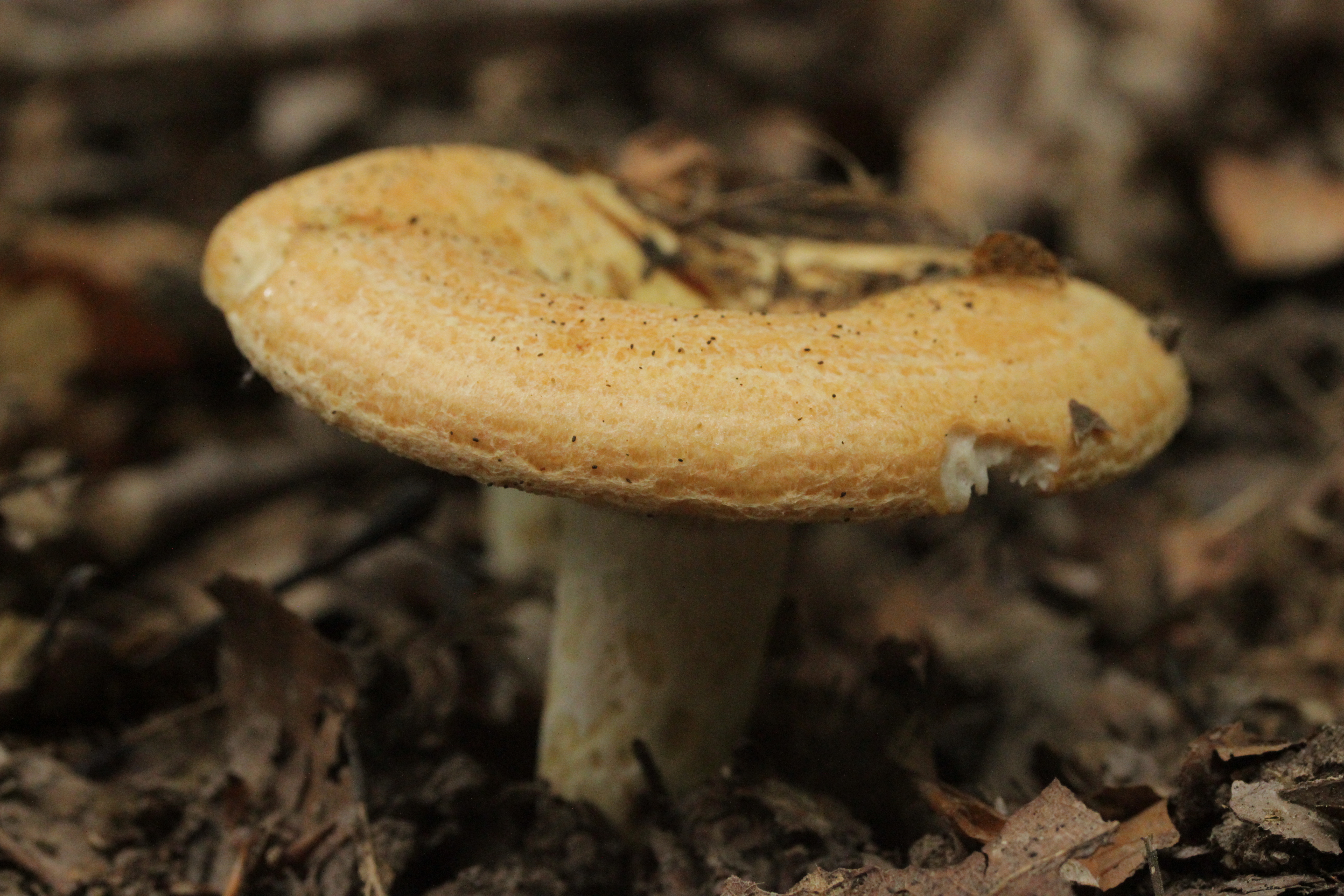
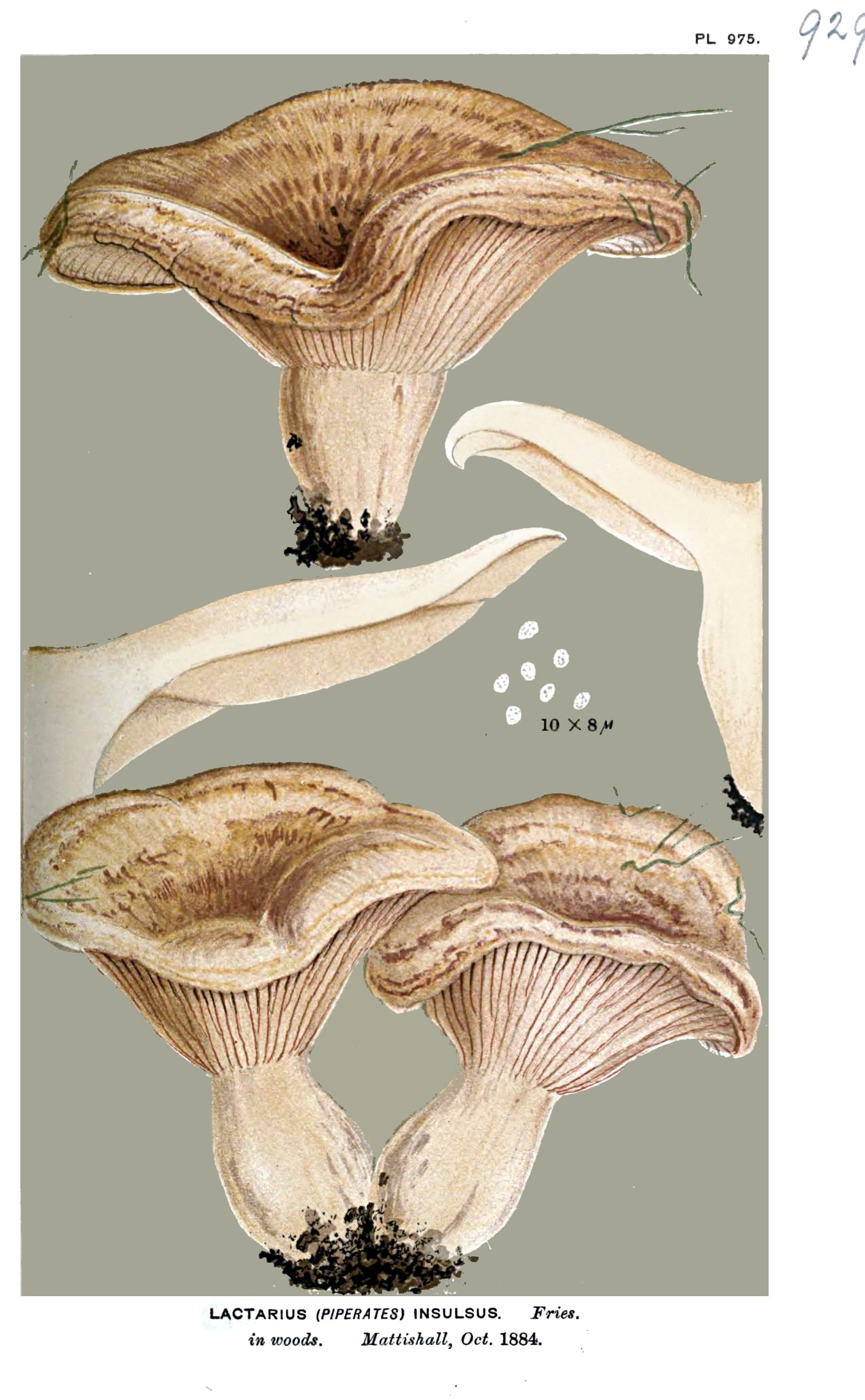
Ábrázolása egy angol gombakönyvben (1888-1890)